# Niwatthamrong Boonsongpaisan
Niwatthamrong Boonsongpaisan (ur. 25 stycznia 1948 w Bangkoku) – tajski biznesmen i polityk, w latach 2013–2014 wicepremier i minister handlu, od 7 do 22 maja 2014 pełniący obowiązki premiera.
Wraz z całym gabinetem został obalony w wyniku zamachu stanu przeprowadzonego przez armię pod dowództwem generała Prayutha Chana-ochy.